# 虚幻球藻属
虚幻球藻属（学名：Apatococcus）为胶毛藻科的一个属。本属的虚幻球藻是柑橘青苔病的主要病原物。

## 下属物种
本属包括以下物种：
- 虚幻球藻 Apatococcus lobatus (Chodat) J.B.Petersen